# Michael Manley

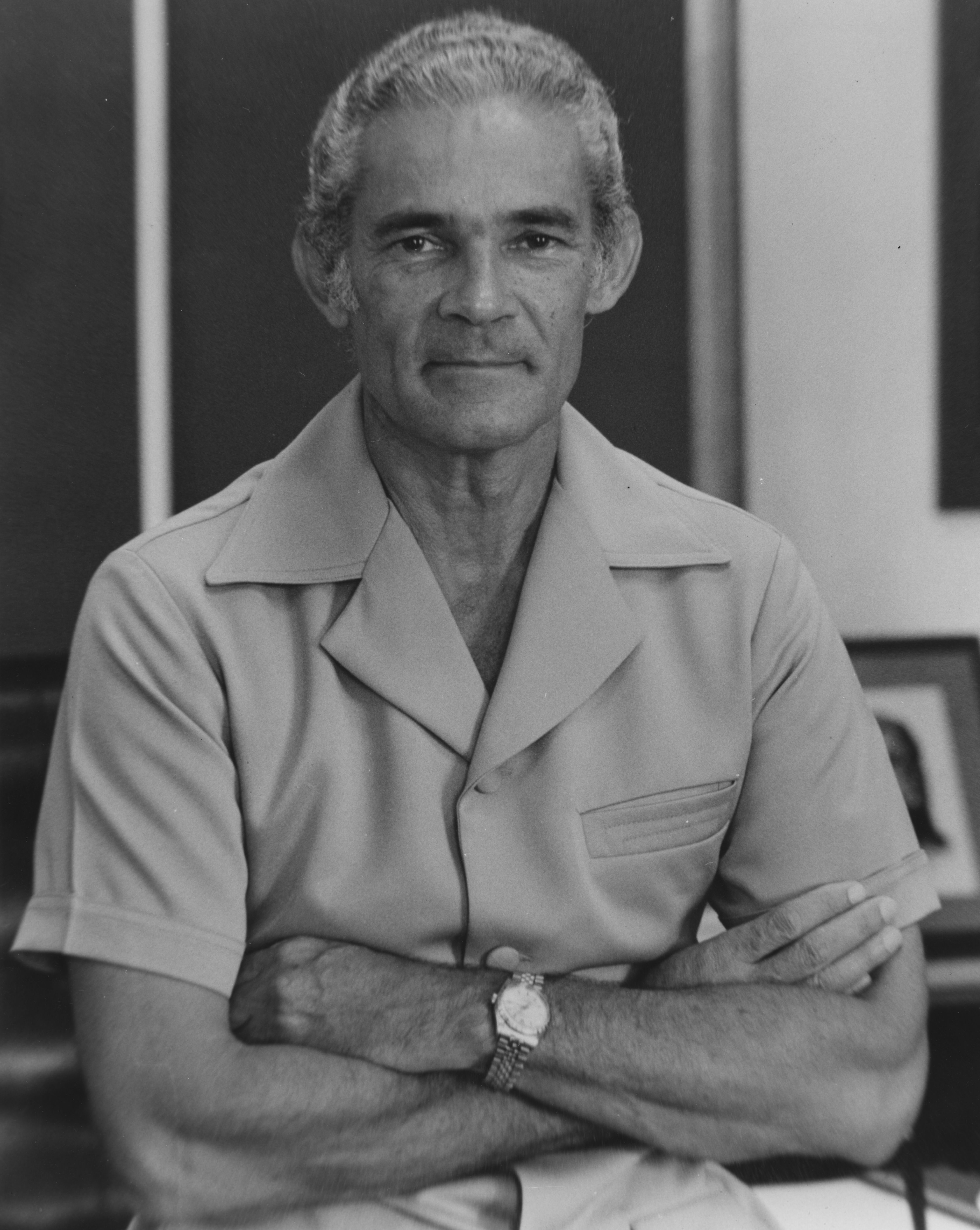
Michael Manley in den 1970er-Jahren

Michael Norman Manley, ON, OM (* 10. Dezember 1924 im Saint Andrew Parish, Jamaika; † 6. März 1997 in Kingston, Jamaika), war von 1972 bis 1980 und von 1989 bis 1992 Premierminister Jamaikas. Während seiner ersten Amtszeit vollzog Jamaika einen kurzzeitigen Wechsel zu einer pro-sowjetischen Außenpolitik.

## Leben
Michael Manley stammte aus einer der einflussreichsten Familien Jamaikas. Sein Vater Norman Washington Manley war Chief Minister, sein Cousin Hugh Shearer Premierminister und seine Frau Edna Manley eine bekannte Künstlerin und Aktivistin. Außerdem war er mit dem ehemaligen Premierminister Alexander Bustamante verwandt.
Manleys Partei, die People’s National Party (PNP), gewann die Parlamentswahlen 1972 deutlich und stellte als stärkste Fraktion auch den neuen Premierminister. Manley setzte sich für eine Verbesserung der Lebensbedingungen der armen Bevölkerung ein. Er erließ zahlreiche Sozialgesetze, zu deren Finanzierung er mehrere Betriebe verstaatlichen ließ, vor allem Banken, Unternehmen des Bauxitbergbaus und Großplantagen. Weitere Unternehmen gelangten durch Käufe in öffentlichen Besitz. Während seiner Amtszeit blieben die demokratischen Strukturen erhalten und auch die freie Marktwirtschaft konnte, wenn auch mit Einschränkungen, weiterexistieren. Aus diesem Grund kann die neue Staatsordnung nicht als sozialistisch bezeichnet werden, wurde im Ausland aber teilweise so wahrgenommen. Dazu trugen auch die enge Freundschaft Manleys zu Fidel Castro und die engen diplomatischen Beziehungen Jamaikas zu Kuba bei. Trotz intensiver Verhandlungen brachen die Beziehungen zum Internationalen Währungsfonds ab und Jamaika verlor sicher geglaubte Kredite.
Durch das fehlende Geld aus internationalen Quellen und die zunehmende Nutzung der „Jamaika-Route“ im Drogenhandel stieg die Kriminalitätsrate immer weiter an. 1976 wurde der Notstand verhängt; im selben Jahr wurde ein Putschversuch gegen die Regierung aufgedeckt, bevor er zur Ausführung kommen konnte. Banden, die jeweils einer der beiden großen Parteien nahestanden, lieferten sich Straßenschlachten um die Vorherrschaft in einzelnen Stadtteilen, besonders in Kingston.
Die steigende Gewalt und die immer noch weitverbreitete Armut ließen die PNP die Wahl 1980 deutlich verlieren. Trotzdem konnte Manley die Wahl 1989 noch einmal für sich entscheiden. Diese Amtszeit verlief ruhiger als die vorangegangenen, auf erneute soziale Reformen verzichtete er weitestgehend. Im März 1992 trat er aus gesundheitlichen Gründen zurück. Percival J. Patterson wurde sein Nachfolger.

## Ehrungen
Im Jahr 2002 wurde ihm mit der Verleihung des Order of the Nation posthum die zweithöchste Ehrung des jamaikanischen Staates zuteil.